# My Man and I
Pour plus de détails, voir Fiche technique et Distribution.
My Man and I est un film américain de William A. Wellman sorti en 1952.

## Synopsis
En Californie, un Américain d'origine mexicaine est faussement accusé d'avoir tué le fermier pour lequel il travaillait, car ce dernier lui a donné un chèque sans provision.

## Fiche technique
- Titre original : My Man and I
- Réalisation : William A. Wellman
- Production : Stephen Ames
- Société de production : Metro-Goldwyn-Mayer
- Scénario : John Fante et Jack Leonard
- Musique : David Buttolph
- Photographie : William C. Mellor
- Montage : John D. Dunning
- Direction artistique : James Basevi et Cedric Gibbons
- Décorateurs de plateau : Fred M. MacLean et Edwin B. Willis
- Pays de production : États-Unis
- Format : Noir et blanc - Son : Mono (Western Electric Sound System)
- Genre : Drame
- Durée : 99  minutes
- Date de sortie:
  - États-Unis : 5 septembre 1952 New York

## Distribution
- Shelley Winters : Nancy
- Ricardo Montalban : Chu Chu Ramirez
- Wendell Corey : Ansel Ames
- Claire Trevor : Mme Ansel Ames
- Robert Burton : Shérif
- José Torvay : Manuel Ramirez
- Jack Elam : Celestino Garcia
- Pascual García Peña : Willie Chung
- George Chandler : Bartender Frankie
- Juan Torena : Vincente Aguilar
- Carlos Conde : Joe Mendacio
- Ralph Moody (non crédité) : Rogers